# Glauconycteris poensis
Glauconycteris poensis es una especie de murciélago de la familia Vespertilionidae. Se encuentra en Senegal, Liberia, Guinea, Sierra Leona, Costa de Marfil, Benín, Togo, Ghana, Nigeria, Camerún, Guinea Ecuatorial y República Democrática del Congo.